# Vaniel Sirin
Vaniel Sirin (Delmas, Haití, 26 de octubre de 1989) es un exfutbolista de Haití que jugaba en la posición de defensa.

## Carrera

### Club
| Periodo   | Club                   |
| --------- | ---------------------- |
| 2008-2012 | Tempête FC             |
| 2013-2014 | AS Mirebalais          |
| 2015-2016 | FICA                   |
| 2017      | Tempête FC             |
| 2018      | Cibao FC               |
| 2019      | Atlético San Cristóbal |

### Selección nacional
A nivel de selecciones menores representó a Haití en las categorías sub-17 y sub-20. Jugó para Haití en 19 ocasiones de 2009 a 2013 y anotó un gol, el cual anotó en la Copa de Oro de la Concacaf 2009 en el empate 2-2 ante Estados Unidos.

## Logros
- Liga de fútbol de Haití (7): 2008, 2009, 2010/11, 2011, 2013, 2015, 2016
- Liga Dominicana de Fútbol (1): 2018